# Rubioideae
Sous-famille
Les Rubioideae sont une sous-famille de plantes à fleurs dicotylédones de la famille des Rubiaceae, à répartition cosmopolite, qui comprend 26 tribus.

## Liste des tribus
Selon NCBI (25 février 2022) :
- Anthospermeae Cham. & Schltdl., 1828
- Argostemmateae Bremek. ex Verdc., 1958
- Colletoecemateae Rydin & B.Bremer
- Coussareeae Benth. & Hook.f., 1873
- Craterispermeae Verdc., 1958
- Cyanoneuroneae Razafim. & B.Bremer, 2015
- Danaideae B.Bremer & Manen, 2000
- Dunnieae Rydin & B.Bremer, 2009
- Foonchewieae R.J.Wang, 2012
- Gaertnereae Endl., 1838
- Knoxieae Benth. & Hook.f., 1873
- Lasiantheae B.Bremer & Manen, 2000
- Morindeae Burnett, 1835
- Ophiorrhizeae Bremek. ex Verdc., 1958
- Paederieae DC., 1830
- Palicoureeae
- Perameae Bremek. ex S.P. Darwin, 1976
- Prismatomerideae Y.Z.Ruan, 1988
- Psychotrieae Cham. & Schltdl., 1829
- Putorieae Lang, 1870
- Rubieae Baill., 1880
- Schizocoleeae Rydin & B.Bremer
- Schradereae Bremek., 1934
- Spermacoceae Cham. & Schltdl. ex DC., 1830
- Theligoneae
- Urophylleae
- Rubioideae incertae sedis (non-classés)